# بيرت غرينستيد
بيرت غرينستيد (بالإنجليزية: Burt Grinstead) مواليد 22 أغسطس 1988، هو ممثل أمريكي.

## الأعمال

### مسلسلات
- دونت تراست ذا بي---- إن أبارتمينت 23 (2013)
- عقول إجرامية (2013) (بدور: ويد بورك)
- إن سي آي إس (2014)
- إن سي آي إس: لوس أنجلوس (2015) (بدور: مايكل)
- ذا منتاليست (2015)

## وصلات خارجية
- بيرت غرينستيد على موقع IMDb (الإنجليزية)
- بيرت غرينستيد على موقع قاعدة بيانات الفيلم (الإنجليزية)
- الموقع الرسمي